# Калята (Якоруда)
Калята (местно произношение на Калето) е късноантична и средновековна крепост, разположена в Западните Родопи, край град Якоруда, България.
Крепостта е разположена на 3 km югозападно от Якоруда, на 1046 m н.в. Изградена е на стратегическо място, върху едно от последните възвишения на Родопите, със стръмни склонове и с поглед към Рила, Пирин и равнината по поречието на река Места.
Проучва се от 2007 година. Строена е през Късната античност, в ІV – V век, откогато е вътрешната фортификация, строена с бял хоросан. На север има малка типична късноантична вътрешна кула, възстановена след опожаряване в V – VІ век. Втората крепостна стена е от средновизантийския период и е строена с розов хоросан. Разкрита е от източната и южната страна на крепостта, която малко е разширила обитаемата си площ откъм юг и изток. От север крепостта е непристъпна. На север има триъгълна кула, а във вътрешността са разкрити различни жилищни сгради – складови помещения, мазета. Намерени са монети от император Юстиниан I.
Към втората половина на ХІІ век крепостта отново е опожарена, като овъгленият пласт е 40 – 50 cm, което говори за голям пожар. В пласта на пожара е открита колективна находка от пет средновековни кръста от ХІІ – ХІІІ век, два от които са реликвиари и в единия има мощи. Надписите са на гръцки език и те са посветени на Свети Власий и Свети Георги. В същия пласт са открити чифт обеци от ХІ – ХІІІ век, както и доста монети от ХІІ – ХІІІ век. Вероятно бягството на населението е свързано с конфликт между България и Византия.
Крепостта е свързана с късноантичното и средновековно селище около Джерджевденската църква по долината на Якорущица.